# Бакшеевка (Пензенская область)
Бакшеевка — село в Бессоновском районе Пензенской области России. Входит в состав Степановского сельсовета.

## География
Село находится в центральной части Пензенской области, в пределах западных склонов Приволжской возвышенности, в лесостепной зоне, на правом берегу реки Отвели, вблизи места впадения в неё реки Панцыревки, на расстоянии примерно 21 километра (по прямой) к юго-востоку от села Бессоновки, административного центра района. Абсолютная высота — 195 метров над уровнем моря. К северу от населённого пункта проходит автотрасса M5.
Климат
Климат характеризуется как умеренно континентальный, с жарким летом и холодной продолжительной зимой. Средняя температура воздуха самого холодного месяца (января) составляет −12 °C; самого тёплого месяца (июля) — 20 °C. Годовое количество атмосферных осадков составляет около 500 мм. Снежный покров держится в среднем в течение 148 дней в году.

## История
Основано подьячим Казанского дворца Тимофеем Бакшеевым на землях, отказанных ему в 1688 году. В 1748 году упомянуто как собственность канцеляриста Василия Дертева (14 ревизских душ) и подъячего Фёдора Богданова (24 ревизских души). В 1782 году в село являлось владением И. С. Караулова и Н. А. Дертевой. В 1910 году имелись одна община, 112 дворов, одна водяная и две ветряные мельницы, две кузницы, две лавки и винокуренный завод. В административном отношении входило в состав Шнаевской волости Городищенского уезда.
По состоянию на 1930 год Бакшеевка являлась центром сельсовета Пензенского района. В 1955 году в селе, входившем в состав Селиксенского сельсовета, находилась центральная усадьба колхоза имени Чкалова.

## Население
| 1748 | 1864 | 1877 | 1897 | 1910 | 1926 | 1930 |
| ---- | ---- | ---- | ---- | ---- | ---- | ---- |
| 76   | ↗566 | ↘518 | ↗682 | ↗733 | ↗965 | ↘913 |
| 1959 | 1979 | 1989 | 1996 | 2002 | 2010 |      |
| ↘557 | ↘228 | ↘155 | ↘71  | ↘47  | ↗58  |      |

Половой состав
По данным Всероссийской переписи населения 2010 года в гендерной структуре населения мужчины составляли 41,4 %, женщины — соответственно 58,6 %.
Национальный состав
Согласно результатам переписи 2002 года, в национальной структуре населения русские составляли 98 % из 47 чел.

## Инфраструктура
Действуют фельдшерско-акушерский пункт, сельский клуб, библиотека и магазин.

## Улицы
Уличная сеть села состоит из шести улиц.